# Mistrovství Asie a Oceánie v ledním hokeji žen
Mistrovství Asie a Oceánie v ledním hokeji žen je mezinárodní turnaj asijských reprezentačních družstev žen. Turnaj pořádá IIHF a slouží k tomu, aby národní týmy z asijského kontinentu, které se neúčastní mistrovství světa v ledním hokeji měly mezinárodní srovnání se soupeři podobné síly. Koná se od roku 2010. Do roku 2019 se nazýval IIHF Challenge Cup of Asia (ženy).

## Přehled turnajů
| Rok  | Pořadatel         | Účast             | Divize 1          | Účast             | 1. místo          | 2. místo          | 3. místo                | 4. místo          | 5. místo                | 6. místo          |
| ---- | ----------------- | ----------------- | ----------------- | ----------------- | ----------------- | ----------------- | ----------------------- | ----------------- | ----------------------- | ----------------- |
| 2010 | Šanghaj           | 4                 | Ne                | Ne                | Čína              | Japonsko          | Severní Korea           | Čína (18)         | Ne                      | Ne                |
| 2011 | Nikkó             | 3                 | Ne                | Ne                | Japonsko          | Čína              | Jižní Korea             | Ne                | Ne                      | Ne                |
| 2012 | Cicikar           | 4                 | Ne                | Ne                | Japonsko          | Čína              | Čína (18)               | Jižní Korea       | Ne                      | Ne                |
| 2013 | turnaj se nekonal | turnaj se nekonal | turnaj se nekonal | turnaj se nekonal | turnaj se nekonal | turnaj se nekonal | turnaj se nekonal       | turnaj se nekonal | turnaj se nekonal       | turnaj se nekonal |
| 2014 | Charbin           | 4                 | Kowloon           | 4                 | Čína              | Severní Korea     | Jižní Korea             | Austrálie         | Hongkong                | Thajsko           |
| 2015 | Ne                | Ne                | Tchaj-pej         | 3                 | Tchaj-wan         | Thajsko           | Hongkong                | Ne                | Ne                      | Ne                |
| 2016 | Ne                | Ne                | Tchaj-pej         | 5                 | Tchaj-wan         | Thajsko           | Singapur                | Malajsie          | Indie                   | Ne                |
| 2017 | Bangkok           | 7                 | Ne                | Ne                | Nový Zéland (18)  | Thajsko           | Singapur                | Indie             | Filipíny                | SAE               |
| 2018 | Kuala Lumpur      | 4                 | Kuala Lumpur      | 4                 | Tchaj-wan (18)    | Nový Zéland (18)  | Thajsko                 | Singapur          | Malajsie                | SAE               |
| 2019 | Abú Zabí          | 5                 | Abú Zabí          | 4                 | Thajsko           | Tchaj-wan(18)     | Singapur                | Nový Zéland (18)  | Malajsie                | Filipíny          |
| 2020 | Manila            | 4                 | Manila            | 4                 | Ne                | Ne                | Ne                      | Ne                | Ne                      | Ne                |
| 2023 | Bangkok           | 8                 | Ne                | Ne                | Thajsko           | Írán              | Singapur                | Indie             | Spojené arabské emiráty | Malajsie          |
| 2024 | Biškek            | 5                 | Ne                | Ne                | Írán              | Filipíny          | Spojené arabské emiráty | Indie             | Kyrgyzstán              | Ne                |
| 2025 | Al-Ajn            | 6                 | Ne                | Ne                | Filipíny          | Írán              | Indie                   | Malajsie          | Spojené arabské emiráty | Kyrgyzstán        |

## Přehled účastí
Přehled zobrazuje účast asijských a oceánských zemí na ženských turnajích IIHF Challenge Cup of Asia a na Mistrovství Asie a Oceánie žen. Nejlepší reprezentace se postupně zapojovaly do Mistrovství světa žen a na asijském mistrovství už nehrály. Pak je v tabulce fialově uvedeno jejich umístění v Mistrovství světa. Turnaje se účastnily i výběry do 18 let, které jsou uvedeny růžově a stejně tak jejich následné pořadí v Mistrovství světa po zařazení do něj. Reprezentace Kazachstánu a Nového Zélandu hrály pouze v Mistrovství světa.
| Země             | 10 | 11 | 12 | 13 | 14 | 15 | 16 | 17 | 18 | 19 | 20  | 21  | 22 | 23 | 24 | 25 | 26 |
| ---------------- | -- | -- | -- | -- | -- | -- | -- | -- | -- | -- | --- | --- | -- | -- | -- | -- | -- |
| Japonsko         | 2  | 1  | 1  | 9  | 8  | 7  | 8  | 9  | 6  | 8  | TOP | 6   | 5  | 7  | 8  | 7  |    |
| Čína             | 1  | 2  | 2  | 18 | 1  | 17 | 19 | 18 | 21 | 20 | D1B | D1B | 16 | 11 | 9  | 15 |    |
| Kazachstán       | Ne | 8  | 14 | 19 | 20 | 21 | 17 | 16 | 20 | 21 | D1B | D1B | 19 | 22 | 23 | 20 |    |
| Jižní Korea      | Ne | 3  | 4  | 27 | 3  | 23 | 22 | 21 | 18 | 18 | D1B | D1B | 20 | 17 | 16 | 21 |    |
| Tchaj-wan        | Ne | Ne | Ne | Ne | Ne | 1  | 1  | 33 | 30 | 29 | D2A | D2A | 25 | 26 | 26 | 26 |    |
| Severní Korea    | 3  | 20 | 21 | 17 | 2  | 20 | 24 | 24 | 25 | 27 | D2A | D2A | Ne | Ne | 29 | 27 |    |
| Austrálie        | Ne | 22 | 23 | 23 | 4  | 31 | 27 | 26 | 26 | 28 | 29  | D2B | 28 | 29 | 30 | 29 |    |
| Nový Zéland      | Ne | 26 | 24 | 24 | 25 | 26 | 31 | 28 | 31 | 30 | 31  | Ne  | Ne | 30 | 32 | 30 |    |
| Hongkong         | Ne | Ne | Ne | Ne | 5  | 3  | 34 | 38 | 38 | 38 | 40  | D3  | Ne | 33 | 31 | 33 |    |
| Thajsko          | Ne | Ne | Ne | Ne | 6  | 2  | 2  | 2  | 3  | 1  | A1  | Ne  | Ne | 1  | 41 | 36 |    |
| Singapur         | Ne | Ne | Ne | Ne | 7  | Ne | 3  | 3  | 4  | 3  | A1  | Ne  | Ne | 3  | 44 | 45 |    |
| Filipíny         | Ne | Ne | Ne | Ne | Ne | Ne | Ne | 5  | 7  | 6  | A1  | Ne  | Ne | Ne | 2  | 1  |    |
| Írán             | Ne | Ne | Ne | Ne | Ne | Ne | Ne | Ne | Ne | Ne | Ne  | Ne  | Ne | 2  | 1  | 2  |    |
| Indie            | Ne | Ne | Ne | Ne | Ne | Ne | 5  | 4  | 8  | 8  | A2  | Ne  | Ne | 4  | 4  | 3  |    |
| Malajsie         | Ne | Ne | Ne | Ne | Ne | Ne | 4  | 7  | 5  | 5  | A2  | Ne  | Ne | 6  | Ne | 4  |    |
| SAE              | Ne | Ne | Ne | Ne | 8  | Ne | Ne | 6  | 6  | 7  | A2  | Ne  | Ne | 5  | 3  | 5  |    |
| Kyrgyzstán       | Ne | Ne | Ne | Ne | Ne | Ne | Ne | Ne | Ne | Ne | Ne  | Ne  | Ne | 7  | 5  | 6  |    |
| Kuvajt           | Ne | Ne | Ne | Ne | Ne | Ne | Ne | Ne | Ne | 9  | A2  | Ne  | Ne | 8  | Ne | Ne |    |
| Čína (18)        | 4  | Ne | 3  | 17 | 17 | 19 | 19 | 18 | 18 | 19 | 17  | A2  | Ne | Ne | 21 | 18 |    |
| Nový Zéland (18) | Ne | Ne | Ne | Ne | Ne | Ne | Ne | 1  | 2  | 4  | B2  | Ne  | Ne | 29 | 27 | 25 |    |
| Tchaj-wan (18)   | Ne | Ne | Ne | Ne | Ne | Ne | Ne | Ne | 1  | 2  | 21  | A2  | 16 | 19 | 20 | 26 |    |